# Campionato francese di rugby a 15 1966-1967
Il Campionato francese di rugby a 15 1966-1967 fu disputato da 56 squadre divise in 7 gironi di 8 squadre. Le prime 4 di ogni poule e le due migliori quinte, per un totale di 32, si qualificarono alla fase ad eliminazione diretta.
L'Union sportive montalbanaise  ha conquistato il titolo suo primo e sinora unico titolo superando in finale il CA Bègles

## Fase di qualificazione
(In grassetto le qualificate al turno successivo)
| - SU Agen - CA Bègles - Lyon OU - FC Lourdes - AS Montferrand - Stade rochelais - Tyrosse RCS - Valence                          | - SC Angoulême - US Dax - Lannemezan - USA Limoges - SC Mazamet - USA Perpignan - RC Toulon - RC Vichy           | - SC Albi - Stade aurillacois - Stade beaumontois - AS Béziers - US Cognac - SC Graulhet - Saint-Junien - Stade bordelais UC       |
| - FC Auch - CS Bourgoin-Jallieu - RC Chalon - La Voulte - Section paloise - Racing club de France - FC Saint-Claude - CS Vienne  | - CA Brive - US Carmaux - Foix - CA Périgueux - Paris université club - US Quillan - Stade toulousain - SC Tulle | - SO Chambéry - Castres olympique - Stade dijonnais - FC Grenoble - US Montauban - Montluçon - RC Narbonne - Toulouse Olympique EC |
| - Aviron bayonnais - Biarritz olympique - US bressane - Cahors - US Romans - SA Saint-Sever - Stade montois - Stadoceste tarbais | | |

## Sedicesimi di finale
(In grassetto le qualificate al turno successivo)
| Squadra 1        | Squadra 2             | Risultato |
| ---------------- | --------------------- | --------- |
| CA Brive         | SC Tulle              | 12-8      |
| RC Toulon        | Racing club de France | 9-6       |
| US Montauban     | US Romans             | 9-8       |
| US Quillan       | Aviron bayonnais      | 6-5       |
| Stade montois    | Valence               | 15-9      |
| CA Périgueux     | Section paloise       | 6-3       |
| SC Graulhet      | Toulouse Olympique EC | 11-0      |
| La Voulte        | Saint-Junien          | 9-3       |
| CA Bègles        | US Cognac             | 6-0       |
| SU Agen          | RC Vichy              | 6-3       |
| SC Angoulême     | FC Auch               | 6-3       |
| Stade toulousain | Tyrosse RCS           | 13-0      |
| US Dax           | Stadoceste tarbais    | 9-3       |
| RC Narbonne      | FC Grenoble           | 21-10     |
| FC Lourdes       | USA Perpignan         | 30-3      |
| AS Béziers       | Stade dijonnais       | 3-0       |

## Ottavi di finale
(In grassetto le qualificate al turno successivo)
| Squadra 1     | Squadra 2        | Risultato |
| ------------- | ---------------- | --------- |
| CA Brive      | RC Toulon        | 6-3       |
| US Montauban  | US Quillan       | 19-3      |
| Stade montois | CA Périgueux     | 14-9      |
| SC Graulhet   | La Voulte        | 16-9      |
| CA Bègles     | SU Agen          | 9-6       |
| SC Angoulême  | Stade toulousain | 3-3       |
| US Dax        | RC Narbonne      | 14-6      |
| FC Lourdes    | AS Béziers       | 14-0      |

## Quarti di finale
(In grassetto le qualificate al turno successivo)
| Squadra 1     | Squadra 2    | Risultato |
| ------------- | ------------ | --------- |
| CA Brive      | US Montauban | 0-3       |
| Stade montois | SC Graulhet  | 3-9       |
| CA Bègles     | SC Angoulême | 9-3       |
| US Dax        | FC Lourdes   | 22-11     |

## Semifinali
(In grassetto le qualificate al turno successivo)
| Squadra 1    | Squadra 2   | Risultato |
| ------------ | ----------- | --------- |
| US Montauban | SC Graulhet | 9-6       |
| CA Bègles    | US Dax      | 8-3       |

## Finale
| Arbitro: | Pierre Lebecq |

| |            | |
| mete: Londios (2), Bourgade trasf.: Bourgade | Marcatori  | mete: Swierczinski |
| Bernard Cardebat, Jean-Michel Cabanier, Louis Blanc, Gaston Carrie, Gérard David, Jacques Delcros, Arnaud Marquesuzaa, Francis Bourgade, Moïse Maurière, Jean Daynes, Jacques Londios, Jean-Pierre Malavelle, Jean-Claude Sahuc, André Piazza, Jean Sirac | Formazioni | Antoine Savio, Christian Swierczinski, Max Semont, Gino Caron, Lucien Denjean, Daniel Dubois, Michel Boucherie, Michel Discazeaux, François Morlaes, Georges Soleil, Alain Besson, Jean Trillo, Alain Bergèse, Jacques Cazaban, Jacques Crampagne |